# Чорноострівський замок
Чорноострівський замок — оборонний замок, що розташовувався на території сучасного смт Чорний Острів (Хмельницький район Хмельницької області).

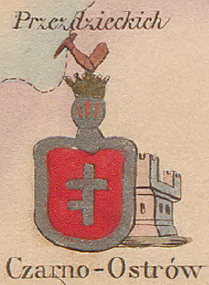
Чорноострівський замок на мапі Зигмунда Герстмана

1556 Чорний Острів був у володінні Констанції Свірч і отримав від короля Магдебурзьке право, що свідчить про побудову у той час оборонного замку. Пізніше замок належав Вишневецьким до 1744 р. За часів володіння Вишневецьких був збудований кам'яний замок, пізніше, у другій половині XVIII століття замок був перебудований Михайлом Преждецьким на палац.
У 1671 Чорний Острів належав дядьку короля Михайла Вишневецького — князю Костянтину Вишневецькому, місто мало природний захист озерами та річкою Бог. На той час Чорний Острів був великим містом. У 1667 татари не змогли узяти місто і відступили. В місті був дерев'яний костел та церква. Місто було забудоване дерев'яними будинками. Замок знаходився на окремому острові і був оточений земляним валом та палісадом. Будинків всередині замку не було.

## Опис замку 1840
Дитинець замку на пагорбі, був квадратним, оточений із трьох сторін валами. Посередині був ґанок із колонами, під балконом, заставлений квітами. Від брами замкової дорога йшла вверх. Замок був чотирикутний під зеленим дахом. Іншою стороною замок виходив на озеро, тут на місці ґанку була індійська веранда з дощок, покрита тентами, на ній знаходилися цитрусові дерева та вазони з квітами, поміж якими стояли крісла та софа. Від веранди до озера вели кам'яні сходи на один рівень тераси, а потім на інший з якого йшов міст, довжиною 500 локтів. На острівці був білий будинок. Міст йшов до острівця на озері і далі. За мостом був парк з вільшини, сосни, а понад самим озером були волоські тополі. Зліва від мосту була гребля та паркова брама.
1657 під Чорним Островом стояв табором семигородський князь Ракоці. При переправі через p. Бог він був оточений військами Ревери Потоцького, Юрія Любомирського, Стефана Чарнецького і змушений був 23 липня підписати угоду.

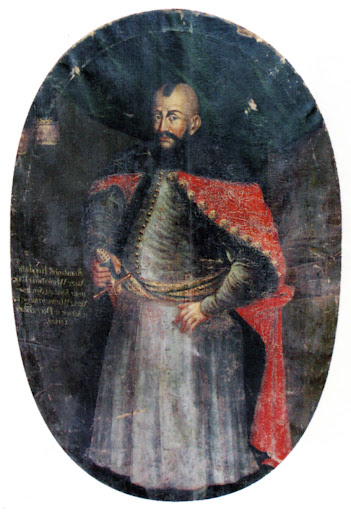
Костянтин Князь Вишневецький. Перший з Вишневецьких власник замку.
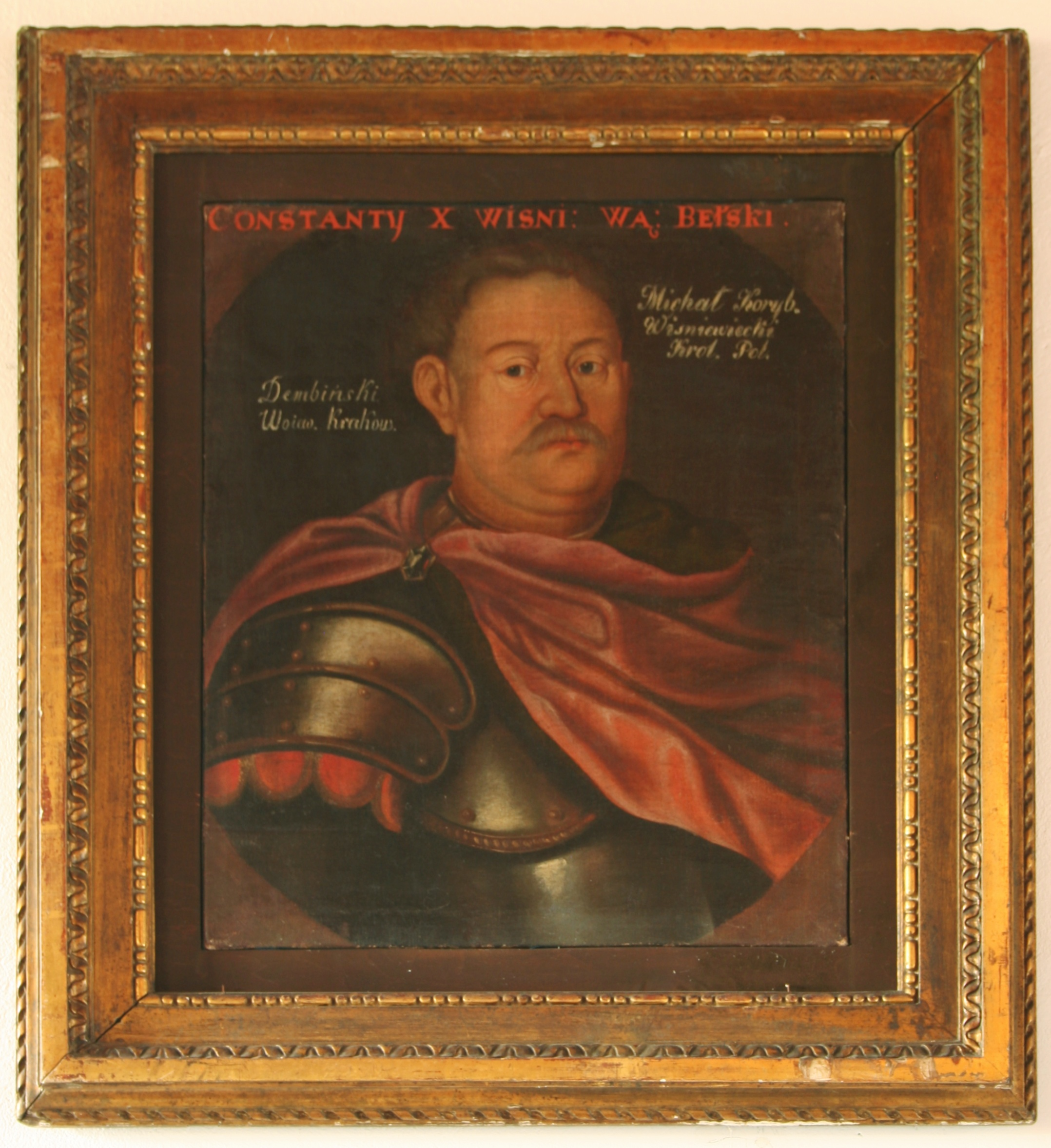
Костянтин Князь Вишневецький, власник замку 1671
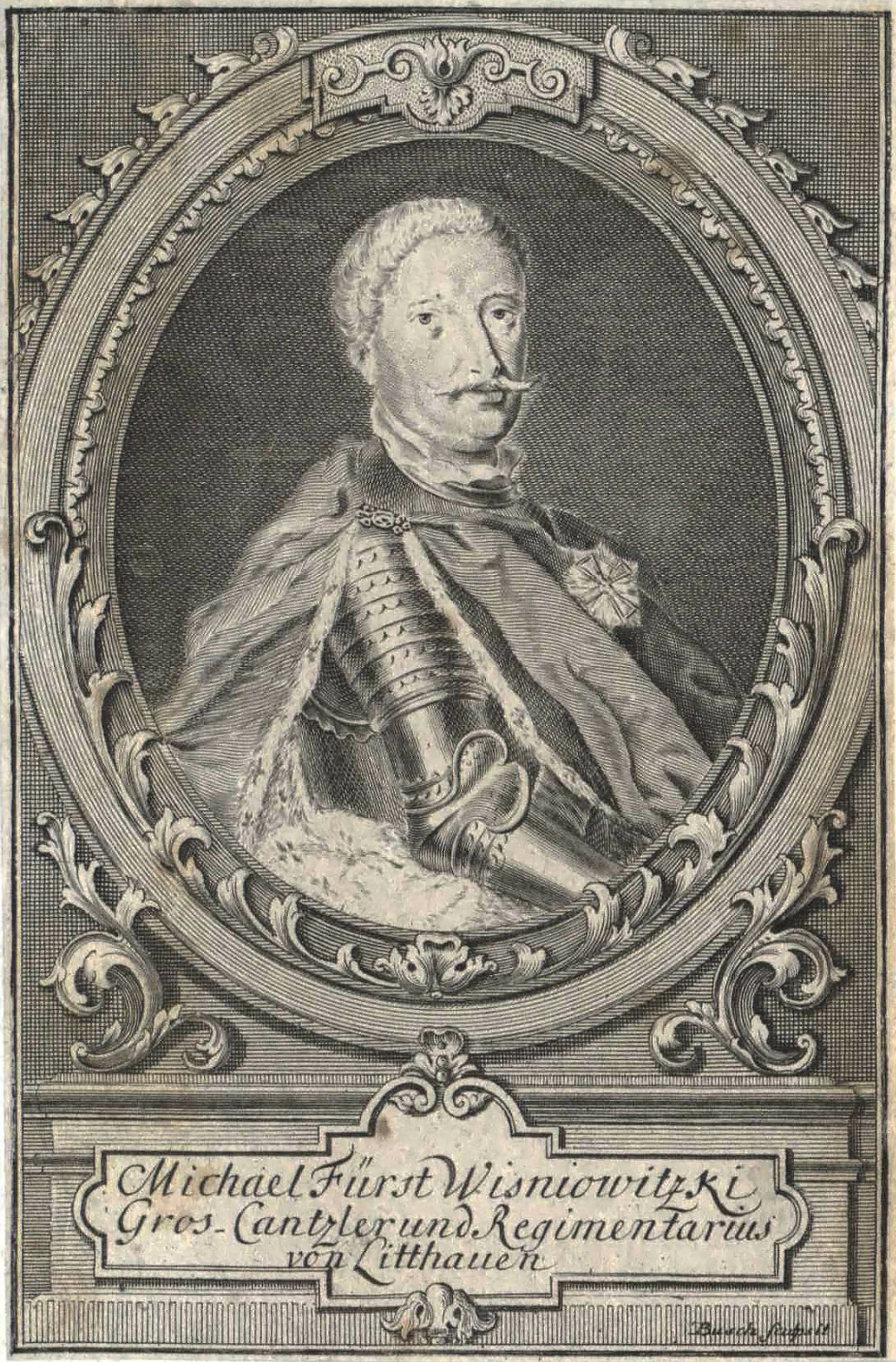
Михайло Князь Вишневецький. Останній з Вишневецьких власник замку 1744